# Gröbern (Waidhofen)
Gröbern ist ein Dorf und ein Ortsteil der Gemeinde Waidhofen im oberbayerischen Landkreis Neuburg-Schrobenhausen.

## Geographie
Gröbern liegt circa 2 km nördlich von Waidhofen, inmitten der Hallertau in der Planungsregion Ingolstadt. Das Dorf ist über die ND 22 Brunnener Straße an das deutsche Straßennetz angeschlossen. Der durch den dort 1922 begangenen ungeklärten Mehrfachmord bekannte frühere Hof Hinterkaifeck lag etwa 500 Meter südwestlich von Gröbern außerhalb des Dorfes.

## Sehenswürdigkeiten
- Römisch-katholische Maria-Hilf-Kapelle